# Will Power
William Steven Power, detto Will (Toowoomba, 1º marzo 1981), è un pilota automobilistico australiano, campione della IndyCar Series nel 2014 e nel 2022.

## Carriera
Dopo aver incominciato nelle categorie minori australiane, nel 2003 Power prese parte al Campionato britannico di Formula 3, correndo inizialmente per la Diamond Racing, poi più tardi per la Fortec Motorsport. Un secondo posto a Thruxton dimostrò le sue capacità e Power partecipò al campionato 2004 con la Alan Docking Racing, terminando la stagione in nona posizione con cinque podi. 
Power ebbe l'opportunità di testare una Minardi di Formula Uno nel 2004 con il suo rivale australiano Will Davison. 
Nel corso del 2005 gareggiò nella World Series by Renault per il team Carlin Motorsport, dove si dimostrò molto competitivo. Durante il corso del campionato WSR conquistò due vittorie, con 4 podi in totale, e si qualificò in prima fila per cinque volte. Oltre alla campionato WSR, Power fu anche uno dei piloti della squadra australiana nella serie 2005-06 della A1 Grand Prix. Power gareggiò nella gara inaugurale della serie a Brands Hatch ottenendo un secondo posto alle spalle della squadra del Brasile.

### Champ Car
Alla fine del 2005 entrò a far parte del Team Champ Car Australia all'evento Lexmark Indy a Surfers Paradise in Australia. Dopo l'evento di Surfers Paradise firmò un contratto pluriennale per correre con il team, a partire dalla seguente gara Champ Car a Città del Messico. 
Power guidò a tempo pieno per il Team Australia nel 2006, comportandosi bene per tutta la stagione con nove top ten e ottimi risultati in qualifica. In Messico, nella fase finale della stagione, Power ottenne il suo primo podio in Champ Car. Vinse anche il titolo di Rookie of the Year e terminò al 6º posto nella classifica del campionato. 
L'8 aprile 2007 Power si aggiudicò la sua prima gara Champ Car al primo Gran Premio di Las Vegas, che si tiene per le strade della città del Nevada. Si qualificò in pole position e percorse in testa la maggior parte dei giri, diventando il primo pilota australiano a vincere nella serie. L'8 luglio si ripeté al Gran Premio Steelback di Toronto, sotto una pioggia battente.
Dopo aver ottenuto podi a Long Beach, Mont-Tremblant e Città del Messico e pole position a Houston, Edmonton, Surfers Paradise e Città del Messico, Power si classificò al quarto posto in classifica nella stagione 2007.

### IndyCar Series
Con la fusione di Champ Car e IRL e la formazione della IndyCar Series, Power firmò con la KV Racing Technology. Il pilota australiano si aggiudicò la gara a Long Beach nel 2008, ottenendo la sua prima vittoria IndyCar Series. Fece segnare altre due posizioni nei primi cinque, sufficienti per un 12º posto finale in classifica.
Il 13 gennaio 2009 Power fu annunciato come pilota titolare dal Team Penske, in sostituzione di Hélio Castroneves, accusato di evasione fiscale. Dopo il GP di St. Petersburg, Castroneves fu assolto da tutte le accuse a suo carico e tornò alla sua squadra per la gara successiva al Gran Premio di Long Beach. Roger Penske decise quindi di impiegare sia Power sia Castroneves, aumentando il suo parco macchine. In questa stagione l'australiano si aggiudicò la sua prima vittoria in IndyCar, sul tracciato canadese di Edmonton, pur riportando un infortunio a causa di un contatto con il pilota Nelson Phillippe nelle qualificazioni del GP di Sonoma.
Superato l'incidente, Power aprì la stagione 2010 in modo dominante, vincendo le prime due gare della stagione in Brasile e a Saint Petersburg, eguagliando il record fatto segnare da Sam Hornish Jr. nel 2001. L'australiano vinse anche a Watkins Glen, dando a Roger Penske la sua prima vittoria sullo storico tracciato dello stato di New York. Nel corso della stagione, Power ottenne quindi cinque vittorie (tutte su circuiti stradali) e un record di otto pole position. Ciò non fu sufficiente a vincere il titolo, andato al britannico Dario Franchitti per cinque punti, dopo un duello durato per l'intera stagione.
Durante la stagione 2011 della IndyCar Series vinse invece sei gare, a Barber Motorsports Park, San Paolo (Brasile), il secondo evento al Texas Motor Speedway (Fort Worth, TX), a Edmonton, Sonoma, e Baltimora. Arrivato alla gara finale a Las Vegas ancora in corsa per il titolo, fu coinvolto nell'incidente che costò la vita a Dan Wheldon, riportando fratture alle vertebre. A causa di questo, chiuse di nuovo secondo alle spalle di Franchitti in campionato.
Nella stagione 2012, Power incominciò ancora una volta in maniera molto positiva il campionato, vincendo tre gare di fila a Barber Motorsports Park, a San Paolo e a Long Beach. Power tenne la testa del campionato fino a tre gare dalla fine, quando il rivale Ryan Hunter-Reay lo superò, avendo ottenuto a sua volta tre vittorie di fila. Power riconquistò la testa della classifica con un secondo posto nella penultima gara di Sonoma, ma la gara finale ancora una volta non arrise al pilota australiano. Infatti, sull'ovale di Fontana, Power si rese protagonista di un incidente, che permise a Hunter-Reay di conquistare il campionato per appena tre punti.
La stagione 2013 fu meno positiva per Power, mai in grado di inserirsi nella lotta per il campionato. L'australiano comunque si aggiudicò tre gare, a Houston, Sonoma e Fontana, e il quarto posto finale. 
Power si aggiudicò finalmente il suo primo titolo nella stagione 2014, dopo aver ottenuto vittorie a Saint Petersburg, Detroit e Milwaukee. Nella gara finale a Fontana, il nono posto fu sufficiente a vincere il campionato IndyCar, con 52 punti di vantaggio sul compagno di squadra Castroneves. Durante l'anno ci furono ben undici vincitori diversi (non accadeva dal 2001) su diciotto gare; Power arrivò sempre al traguardo e solo in tre occasioni fuori dai primi dieci. Grazie a tale costanza, guadagnò pian piano il margine sufficiente per divenire finalmente campione.
Nel 2015 Power guida ancora una vettura del Team Penske, stavolta fregiandosi del numero 1 riconosciuto al campione in carica. Al termine della stagione non riuscì però a difendere il titolo, chiudendo al terzo posto con una sola vittoria.
Nel 2016 il campionato fu dominato da Simon Pagenaud, che prese subito il largo dopo le prime gare. Power riuscì a ridurre il divario nella seconda parte della stagione soprattutto grazie a quattro vittorie e due secondi posti ma il passivo fu comunque notevole.
Nel 2017, nonostante tre vittorie, l'incostanza dei risultati gli impedì di lottare per il titolo. Al termine della stagione chiuse al quinto posto, il peggior piazzamento finale di sempre, escludendo la stagione di esordio nella massima serie statunitense.
Nel 2018 alla guida della vettura n. 12 del Team Penske vince la 102ª edizione della 500 Miglia di Indianapolis. Coglie altri due successi. Tuttavia, anche a causa di ben quattro ritiri, non è mai veramente in lotta per il titolo, conteso da Scott Dixon e Alexander Rossi (entrambi sempre al traguardo e con tre vittorie) e vinto dal primo.

## Risultati

### Champ Car
| Anno | Squadra       | Telaio      | Motore       | 1     | 2     | 3      | 4      | 5      | 6     | 7     | 8      | 9     | 10     | 11    | 12     | 13     | 14    | Punti | Pos. |
| ---- | ------------- | ----------- | ------------ | ----- | ----- | ------ | ------ | ------ | ----- | ----- | ------ | ----- | ------ | ----- | ------ | ------ | ----- | ----- | ---- |
| 2005 | Walker Racing | Lola B02/00 | Ford XFE     | LBH   | MTY   | MIL    | POR    | CLE    | TOR   | EDM   | SJO    | DEN   | MTL    | LVS   | SRF 15 | MXC 10 |       | 17    | 22º  |
| 2006 | Walker Racing | Lola B02/00 | Ford XFE     | LBH 9 | HOU 7 | MTY 11 | MIL 11 | POR 18 | CLE 9 | TOR 7 | EDM 6  | SJO 6 | DEN 4  | MTL 5 | ROA 13 | SRF 12 | MXC 3 | 213   | 6º   |
| 2007 | Walker Racing | Panoz DP01  | Cosworth XFE | LVG 1 | LBH 3 | HOU 11 | POR 4  | CLE 10 | MTT 3 | TOR 1 | EDM 15 | SJO 4 | ROA 16 | ZOL 4 | ASN 14 | SRF 16 | MXC 2 | 262   | 4º   |

### IndyCar Series
| Anno    | Squadra              | Telaio       | Motore    | 1       | 2      | 3       | 4      | 5       | 6       | 7       | 8      | 9      | 10     | 11     | 12     | 13     | 14      | 15      | 16     | 17     | 18     | 19    | Punti | Pos. |
| ------- | -------------------- | ------------ | --------- | ------- | ------ | ------- | ------ | ------- | ------- | ------- | ------ | ------ | ------ | ------ | ------ | ------ | ------- | ------- | ------ | ------ | ------ | ----- | ----- | ---- |
| 2008    | KV Racing Technology | Dallara IR5  | Honda     | HMS 25  | STP 8  | MOT DNP |        | KAN 27  | INDY 13 | MIL 14  | TXS 13 | IOW 9  | RIR 25 | WGL 15 | NSH 11 | MDO 4  | EDM 22  | KTY 26  | SNM 25 | DET 8  | CHI 5  |       | 331   | 12°  |
| 2008    | KV Racing Technology | Panoz DP01   | Cosworth  |         |        |         | LBH 1  |         |         |         |        |        |        |        |        |        |         |         |        |        |        |       | 331   | 12°  |
| 2009    | Penske Racing        | Dallara IR05 | Honda     | STP 6   | LBH 2  | KAN     | INDY 5 | MIL     | TXS     | IOW     | RIR    | WGL    | TOR 3  | EDM 1  | KTY 9  | MDO    | SNM DNS | CHI     | MOT    | HMS    |        |       | 215   | 19°  |
| 2010    | Team Penske          | Dallara IR05 | Honda     | SAO 1   | STP 1  | ALA 4   | LBH 3  | KAN 12  | INDY 8  | TXS 14  | IOW 5  | WGL 1  | TOR 1  | EDM 2  | MDO 2  | SNM 1  | CHI 16  | KTY 8   | MOT 3  | HMS 25 |        |       | 597   | 2°   |
| 2011    | Team Penske          | Dallara IR05 | Honda     | STP 2   | ALA 1  | LBH 10  | SAO 1  | INDY 14 | TXS 3   | TXS 1   | MIL 4  | IOW 21 | TOR 24 | EDM 1  | MDO 14 | NHM 5  | SNM 1   | BAL 1   | MOT 2  | KTY 19 | LVS1 C |       | 555   | 2°   |
| 2012    | Team Penske          | Dallara DW12 | Chevrolet | STP 7   | ALA 1  | LBH 1   | SAO 1  | INDY 28 | DET 4   | TXS 8   | MIL 12 | IOW 24 | TOR 15 | EDM 3  | MDO 2  | SNM 2  | BAL 6   | FON 24  |        |        |        |       | 465   | 2°   |
| 2013    | Team Penske          | Dallara DW12 | Chevrolet | STP 16  | ALA 5  | LBH 16  | SAO 24 | INDY 19 | DET 8   | DET 20  | TXS 7  | MIL 3  | IOW 17 | POC 4  | TOR 15 | TOR 18 | MDO 4   | SNM 1   | BAL 18 | HOU 12 | HOU 1  | FON 1 | 498   | 4°   |
| 2014    | Team Penske          | Dallara DW12 | Chevrolet | STP 1   | LBH 2  | ALA 5   | IMS 8  | INDY 8  | DET 1   | DET 2   | TXS 2  | HOU 14 | HOU 11 | POC 10 | IOW 14 | TOR 9  | TOR 3   | MDO 6   | MIL 1  | SNM 10 | FON 9  |       | 671   | 1°   |
| 2015    | Team Penske          | Dallara DW12 | Chevrolet | STP 2   | NLA 7  | LBH 20  | ALA 4  | IMS 1   | INDY 2  | DET 4   | DET 18 | TXS 13 | TOR 4  | FON 19 | MIL 22 | IOW 10 | MDO 14  | POC 4   | SNM 7  |        |        |       | 493   | 3°   |
| 2016    | Team Penske          | Dallara DW12 | Chevrolet | STP DNS | PHX 3  | LBH 7   | ALA 4  | IMS 19  | INDY 10 | DET 20  | DET 1  | ROA 1  | IOW 2  | TOR 1  | MDO 2  | POC 1  | TXS 8   | WGL 20  | SNM 20 |        |        |       | 532   | 2°   |
| 2017    | Team Penske          | Dallara DW12 | Chevrolet | STP 19  | LBH 13 | ALA 14  | PHX 2  | IMS 1   | INDY 23 | DET 18  | DET 3  | TXS 1  | ROA 5  | IOW 4  | TOR 21 | MDO 2  | POC 1   | GTW 20  | WGL 6  | SNM 3  |        |       | 562   | 5°   |
| 2018    | Team Penske          | Dallara DW12 | Chevrolet | STP 10  | PHX 22 | LBH 2   | ALA 21 | IMS 1   | INDY 1  | DET 7   | DET 2  | TXS 18 | ROA 23 | IOW 6  | TOR 18 | MDO 3  | POC 2   | GTW 1   | POR 21 | SNM 3  |        |       | 582   | 3°   |
| 2019    | Team Penske          | Dallara DW12 | Chevrolet | STP 3   | COA 24 | ALA 11  | LBH 7  | IMS 7   | INDY 5  | DET 18  | DET 3  | TXS 9  | ROA 2  | TOR 18 | IOW 15 | MDO 4  | POC 1   | GTW 22  | POR 1  | LAG 2  |        |       | 550   | 5°   |
| 2020    | Team Penske          | Dallara DW12 | Chevrolet | TXS 13  | IMS 20 | ROA 2   | ROA 11 | IOW 21  | IOW 2   | INDY 14 | GTW 17 | GTW 3  | MDO 1  | MDO 7  | IMS 6  | IMS 1  | STP 24  |         |        |        |        |       | 396   | 5°   |
| 2021    | Team Penske          | Dallara DW12 | Chevrolet | ALA 2   | STP 8  | TXS 14  | TXS 13 | IMS 11  | INDY 30 | DET 20  | DET 6  | ROA 3  | MDO 25 | NSH 14 | IMS 1* | GTW 3  | POR 13  | LAG 26  | LBH 10 |        |        |       | 357   | 9°   |
| 2022    | Team Penske          | Dallara DW12 | Chevrolet | STP 3   | TXS 4  | LBH 4   | ALA 4  | IMS 3   | INDY 15 | DET 1   | ROA 19 | MDO 3  | TOR 15 | IOW 3L | IOW 2L | IMS 3L | NSH 11  | GTW 6L* | POR 2L | LAG 3L |        |       | 560   | 1°   |
| 2023    | Team Penske          | Dallara DW12 | Chevrolet | STP 7   | TXS 16 | LBH 6   | ALA 3  | IMS 12  | INDY 23 | DET 2   | ROA 13 | MDO 3  | TOR 14 | IOW 5  | IOW 2  | NSH 10 | IMS 6   | GTW 9   | POR 25 | LAG 4  |        |       | 425   | 7º   |
| 2024    | Team Penske          | Dallara DW12 | Chevrolet | STP 2   | LBH 6  | ALA 2   | IMS 2  | INDY 24 | DET 6   | ROA 1   | LAG 7  | MDO 11 | IOW 18 | IOW 1  | TOR 12 | GAT 19 | POR 1   | MIL 2   | MIL 10 | NSH 24 |        |       | 498   | 4º   |
| 2025    | Team Penske          | Dallara DW12 | Chevrolet | STP 26  | THE 6  | LBH 5   | ALA 5  | IMS 3   | INDY    | DET     | GAT    | ROA    | MDO    | IOW    | IOW    | TOR    | LAG     | POR     | MIL    | NSH    |        |       | 128*  |      |
| Legenda |                      |              |           |         |        |         |        |         |         |         |        |        |        |        |        |        |         |         |        |        |        |       |       |      |

* Stagione in corso.